# Немецкий конный знак
Немецкий конный знак (нем. Das Deutsche Reitterabzeichen) — спортивная награда Веймарской республики и нацистской Германии. Присуждался за мастерство в верховой езде. Конный знак (нем. Reitabzeichen) существует в Германии и сегодня, хоть и имеет совершенно иной внешний вид.

## Описание награды
Был учреждён Национальной сельскохозяйственной ассоциацией, входящей в состав Национальной ассоциации по разведению, инспекции и контролю животных 9 апреля 1930 года. Присуждался в трёх классах: бронзовом, серебряном и золотом. Знак был выполнен в виде овального венка из дубовых листьев, с всадником верхом на гарцующей лошади внутри и римской буквой «R» у основания.
Каждый из классов вручался:
- за особые достижения
- по итогам турнирных состязаний
- за участие в скачках

Для получения более высокого класса необходимо было соответствовать более высоким критериям. Знак носился на левой стороне груди. Известным получателем немецкого конного значка был Рейнхард Гейдрих и Герман Фегелейн.
Также Национальной ассоциации по разведению, инспекции и контролю животных был учреждён знак Немецкого погонщика лошадей (нем. Das Deutscher Fahrerabzeichen) в мае 1930 года. Знак имел тот же дизайн, но всадник был заменён возничим колесницы, запряженной двумя лошадьми. Степени и требования также не отличались, за исключением того, что скачки были заменены бегом рысцой. Кроме того, квалифицированным лицам выдавался немецкий знак «По уходу за лошадьми» (нем. Deutsches Pferdepflege-Abzeichen), на котором был изображен человек рядом с лошадью, также в бронзе, серебре и золоте.